# Gour de Tazenat
El gour de Tazenat es un cráter maar y lago de origen volcánico situado en la comuna francesa de Charbonnières-les-Vieilles, en el departamento de Puy-de-Dôme. Con una profundidad de 66 metros, marca el límite norte del Chaîne des Puys.